# 3. pobaltský front

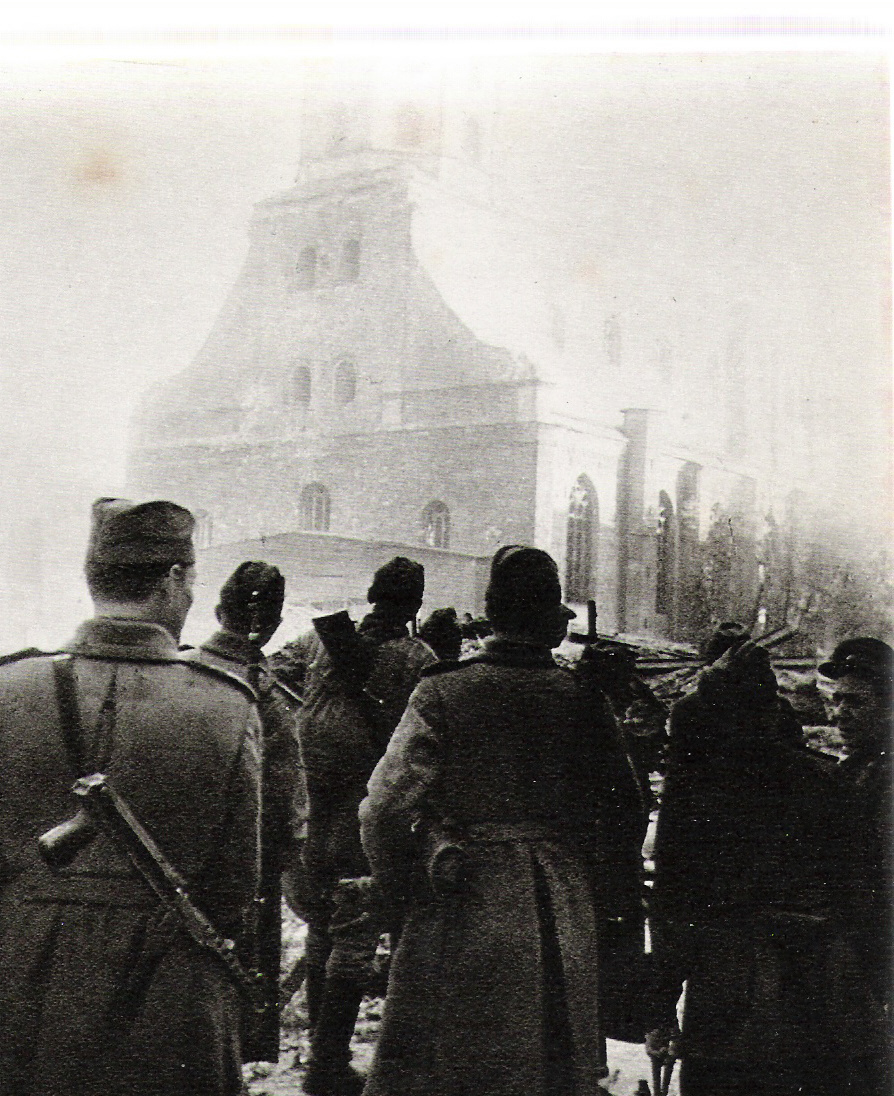
Pobaltský front

3. pobaltský front (rusky 3-й Прибалтийский фронт ) byl název vojenského svazku Rudé armády za druhé světové války.

## Historie
3. pobaltský front vznikl 21. dubna na základě rozkazu Stavky z 18. dubna osamostatněním levého křídla Leningradského frontu.
V červenci 1944 front v Pskovsko-ostrovské operaci prorazil německou opevněnou linii Panter a postoupil o 50-130 km. V srpnu září 1944 Maslennikovova vojska v Tartuské operaci postoupila o dalších 100 km a dostala se na přístupy k Rižskému zálivu. V Rižské operaci v září říjnu 1944 front společně s 2. a 1. pobaltským frontem dobyl Rigu a většinu Lotyšska.
16. října 1944 byl front zrušen, velitelství frontu a 54. armáda přešly do zálohy Stavky, 67. armáda byla převelena k Leningradskému, 61. armáda k 1. pobaltskému a 1. úderná se 14. leteckou armádou k 2. pobaltskému frontu.

## Podřízené svazky
- 42. armáda (21. dubna - 28. července 1944)
- 54. armáda (21. dubna - 16. října 1944)
- 67. armáda (21. dubna - 16. října 1944)
- 14. letecká armáda (21. dubna - 16. října 1944)

- 61. armáda (13. září - 16. října 1944)
- 1. úderná armáda (7. července - 16. října 1944)

## Velení
Velitel
- 21. dubna - 16. října 1944 generálplukovník (od 28. července 1944 armádní generál) Ivan Ivanovič Maslennikov

Člen vojenské rady
- 21. dubna - 16. října 1944 generálporučík Michail Vasiljevič Rudakov

Náčelník štábu
- 21. dubna - 16. října 1944 generálporučík Vladimír Romanovič Vaškevič